# .um
.um je vrhovna internetska domena (country code top-level domain - ccTLD) za Američke manje vanjske otoke, koji su trenutačno nenastanjeni. Domenom koja se rjeđe koristi upravlja United States Minor Outlying Islands Registry.

## Vanjske poveznice
- IANA .um whois informacija  Arhivirana inačica izvorne stranice od 19. srpnja 2008. (Wayback Machine)